# Vic Hadfield
Victor Edward "Vic" Hadfield, född 4 oktober 1940 i Oakville, Ontario, Kanada, är en kanadensisk före detta professionell ishockeyspelare som spelade hela 839 matcher för New York Rangers. 262 mål och 310 assist resulterade i totalt 572 poäng i Rangerströjan. Hadfield spelade vänsterforward i GAG-kedjan - "Goal A Game", ungefär: "mål varje match" - tillsammans med Rod Gilbert och Jean Ratelle.
De tre sista säsongerna spelade Hadfield i Pittsburgh Penguins. Totalt resulterade karriären i 712 gjorda poäng på 1002 spelade NHL-matcher.  

## Statistik

### Klubbkarriär
| 1958–59 | St. Catharines Teepees | OHA | 51   | 6   | 14  | 20  | 10   | —  | —  | —  | —  | —   |
| 1959–60 | Buffalo Bisons         | AHL | 1    | 0   | 0   | 0   | 0    | —  | —  | —  | —  | —   |
| 1959–60 | St. Catharines Teepees | OHA | 48   | 19  | 34  | 53  | 0    | —  | —  | —  | —  | —   |
| 1960–61 | Buffalo Bisons         | AHL | 62   | 5   | 16  | 21  | 111  | 3  | 0  | 0  | 0  | 11  |
| 1961–62 | New York Rangers       | NHL | 44   | 3   | 1   | 4   | 22   | 4  | 0  | 0  | 0  | 2   |
| 1962–63 | New York Rangers       | NHL | 36   | 5   | 6   | 11  | 32   | —  | —  | —  | —  | —   |
| 1962–63 | Baltimore Clippers     | AHL | 29   | 10  | 9   | 19  | 84   | —  | —  | —  | —  | —   |
| 1963–64 | New York Rangers       | NHL | 69   | 14  | 11  | 25  | 151  | —  | —  | —  | —  | —   |
| 1964–65 | New York Rangers       | NHL | 70   | 18  | 20  | 38  | 102  | —  | —  | —  | —  | —   |
| 1965–66 | New York Rangers       | NHL | 67   | 16  | 19  | 35  | 112  | —  | —  | —  | —  | —   |
| 1966–67 | New York Rangers       | NHL | 69   | 13  | 20  | 33  | 80   | 4  | 1  | 0  | 1  | 17  |
| 1967–68 | New York Rangers       | NHL | 59   | 20  | 19  | 39  | 45   | 6  | 1  | 2  | 3  | 6   |
| 1968–69 | New York Rangers       | NHL | 73   | 26  | 40  | 66  | 108  | 4  | 2  | 1  | 3  | 2   |
| 1969–70 | New York Rangers       | NHL | 71   | 20  | 34  | 54  | 69   | —  | —  | —  | —  | —   |
| 1970–71 | New York Rangers       | NHL | 63   | 22  | 22  | 44  | 38   | 13 | 8  | 5  | 13 | 46  |
| 1971–72 | New York Rangers       | NHL | 78   | 50  | 56  | 106 | 142  | 16 | 7  | 9  | 16 | 22  |
| 1972–73 | New York Rangers       | NHL | 63   | 28  | 34  | 62  | 60   | 9  | 2  | 2  | 4  | 11  |
| 1973–74 | New York Rangers       | NHL | 77   | 27  | 28  | 55  | 75   | 6  | 1  | 0  | 1  | 0   |
| 1974–75 | Pittsburgh Penguins    | NHL | 78   | 31  | 42  | 73  | 72   | 9  | 4  | 2  | 6  | 0   |
| 1975–76 | Pittsburgh Penguins    | NHL | 76   | 30  | 35  | 65  | 46   | 3  | 1  | 0  | 1  | 11  |
| 1976–77 | Pittsburgh Penguins    | NHL | 9    | 0   | 2   | 2   | 0    | —  | —  | —  | —  | —   |
|         | NHL totalt             |     | 1002 | 323 | 389 | 712 | 1154 | 74 | 27 | 21 | 48 | 117 |